# Emil Kuhn-Schnyder
Emil Eduard Kuhn-Schnyder (Zurigo, 29 aprile 1905 – Zurigo, 30 luglio 1994) è stato un paleontologo svizzero.

## Biografia
Kuhn-Schnyder studiò scienze naturali al Politecnico Federale di Zurigo (ETH Zurigo) allo scopo di diventare professore e si diplomò nel 1927. Studiò in particolare zoologia con Karl Hescheler. Divenne successivamente docente primario e rettore della scuola media di Bremgarten AG. Parallelamente concluse il dottorato in zoologia presso l'ETH di Zurigo sul tema ("Contributi sulla conoscenza dei mammiferi della Svizzera dal Neolitico", Beiträge zur Kenntnis der Säugetierfauna der Schweiz seit dem Neolithikum, Revue Suisse de Zoologie, Band 39). Nel 1940 divenne assistente presso il Museo Zoologico dell'Università di Zurigo. Nel 1947 fece l'abilitazione, nel 1955 divenne professore straordinario dell'Università di Zurigo e nel 1956, parallelamente, professore straordinario dell'ETH di Zurigo. Nella metà degli anni cinquanta fu a capo del Museo Zoologico dell'università. Nel 1956 divenne direttore del nuovo Istituto paleontologico e Museo dell'Università di Zurigo e nel 1962 professore ordinario di paleontologia. Nel 1970 divenne pure professore ordinario all'ETH di Zurigo.
Si occupò anzitutto della fauna marina (pesci e rettili) dei famosi giacimenti fossiliferi del Monte San Giorgio nelle Alpi meridionali del Ticino, inizialmente studiati dal paleontologo dell'Università di Zurigo, Bernard Peyer (1885-1963). I ritrovamenti di quegli anni sono oggi esposti al Museo dell'Istituto di Paleontologia dell'Università di Zurigo e presso il nuovo Museo dei fossili del Monte San Giorgio a Meride (ai piedi del Monte San Giorgio).
Nel 1968 fu nominato membro dell'accademia scientifica Bayerische Akademie der Wissenschaften. Nel 1971 divenne membro della Accademia Cesarea Leopoldina e membro onorario dell'associazione geologica Oberrheinischen Geologischen Vereins (OGV), nel 1972 della società paleontologica Paläontologischen Gesellschaft e nel 1973 membro onorario della Società di paleontologia dei vertebrati. Nel 1967 fu nominato cittadino onorario di Meride (Monte San Giorgio).

## Opere (scelte)
- Askeptosaurus italicus Nopcsa. In: B. Peyer, Die Triasfauna der Tessiner Kalkalpen XVII. Schweizerische Paläontologische Abhandlungen, Band 69, S. 1-73, 1952
- Geschichte der Wirbeltiere, Schwabe, Basel, 1953
- Die Wirbeltierfauna der Trias der Tessiner Kalkalpen, Geologische Rundschau, Band 53, S. 393, 1964
- Die Triasfauna der Tessiner Kalkalpen. Vierteljahresschrift der naturforschenden Gesellschaft in Zürich, Neujahrsblatt. 118, 1 – 119, Zürich, 1974
- Die Fossilien des Monte San Giorgio, Paläontologisches Institut und Museum der Universität Zürich, 1979
- Paläozoologie, Thieme, 1984
- Handbook of Paleozoology, Johns Hopkins University Press, 1986